# Judgment
Judgment (ジャッジアイズ：死神の遺言, Judge Eyes: Shinigami no Yuigon) é um jogo eletrônico de ação e aventura desenvolvido pela Ryu Ga Gotoku Studio e publicado pela Sega. Um spin-off da série Yakuza, ele foi lançado para PlayStation 4 em dezembro de 2018 no Japão e em junho de 2019 mundialmente. Uma versão remasterizada do jogo, com o subtítulo Remastered no Japão e na Ásia, foi lançada para PlayStation 5, Google Stadia e Xbox Series X e Series S em abril de 2021. Judgment segue o advogado e detetive Takayuki Yagami e seus aliados enquanto exploram um caso envolvendo cadáveres cujos olhos foram removidos. O jogador controla Yagami no distrito fictício de Kamurocho em Tóquio, onde ele luta contra bandidos e yakuza enquanto completa missões envolvendo perseguições, furtividade e procura por pistas.
O jogo começou seu desenvolvimento inicial em 2015 sob o codinome Project Judge. O jogo se originou do desejo da Sega de criar uma nova propriedade intelectual com Toshihiro Nagoshi como escritor. Nagoshi queria escrever um novo tipo de história com um detetive trabalhando em um caso que contrastava com o trabalho anterior de Nagoshi em Yakuza. Sendo assim, os desenvolvedores projetaram o jogo para ser acessível a novatos em jogos de detetive. O cantor e ator Takuya Kimura foi contratado para o papel de Yagami, oferecendo suas características faciais e dublagem em japonês. Graças a demanda popular, o jogo inclui dublagem em inglês e legendas em diversos idiomas. A banda japonesa de rock Alexandros produziu duas canções para o jogo.
Judgment foi retirado do mercado japonês em março de 2019 depois da prisão de Pierre Taki, um dos atores do jogo, por suspeita de uso de cocaína. Durante a localização do jogo para mercados internacionais, a aparência de Taki foi removida e sua dublagem foi substituída. Judgment recebeu uma resposta geralmente positiva de críticos. Muitos elogiaram o enredo do jogo e conteúdos secundários mas criticaram a simplicidade de suas mecânicas de investigação. Judgment foi um sucesso comercial, ultrapassando um milhão de unidades vendidas e sendo reconhecido em diversas premiações. A versão remasterizada foi elogiada por melhorar os visuais e taxa de quadros do jogo. Uma sequência, Lost Judgment, tem seu lançamento planejado para setembro de 2021.

## Jogabilidade

Uma das seções de "perseguição" do jogo, com Yagami (na direita) seguindo furtivamente uma pessoa de interesse

Judgment é um jogo de ação e aventura com uma perspectiva de terceira pessoa. Ele segue o detetive particular Takayuki Yagami enquanto ele investiga assassinatos em série em Kamurocho, um distrito fictício de Tóquio, anteriormente presente na série Yakuza. Quando perguntado sobre as similaridades entre Judgment e os outros jogos da série, o criador da franquia Toshihiro Nagoshi disse que "a locação e visuais podem ser os mesmos, mas a jogabilidade e a história são drasticamente diferentes". Yagami pode comprar itens para restaurar sua vida em lojas baseadas em contrapartes reais, assim como em outros jogos Yakuza. ele também pode sofrer um grande machucado se a arma de um inimigo, como uma espada, atingi-lo. Isso diminui a vida máxima de Yagami, o que refeições não podem restaurar. O jogador pode se encontrar com um médico que trata pessoas secretamente, que pode tratar Yagami diretamente ou vender um item que recupera seus machucados.
Judgment conta com um sistema de combate similar ao de Yakuza 0, onde jogadores podem trocar entre dois estilos diferentes: o estilo da garça, que foca em lutar contra grandes grupos de inimigos; e o estilo do tigre, que foca em lutar contra indivíduos. Yagami também incorpora elementos de parkour, como corrida em paredes e saltos, em seu estilo de luta. Assim como nos jogos anteriores da série Yakuza, Yagami pode entrar em um modo de raiva, onde se torna mais forte em batalha, e pode se juntar a aliados para realizar poderosos ataques em equipe. Completar missões secundárias ou conquistas na narrativa principal recompensa o jogador com pontos que podem ser usados para melhorar as habilidades de Yagami e ensiná-lo novas técnicas.
O jogo também inclui um modo de investigação, onde o jogador deve procurar em uma cena por pistas e evidências de um crime. O jogador deve infiltrar áreas arrombando portas e usando disfarces para reunir informações ou encontrar objetos de interesse. O jogo tem seções onde o jogador persegue um suspeito. Essas seções podem ser furtivas, onde Yagami segue uma pessoas sem ser visto, ou de caça, onde o jogador deve evitar obstáculos no caminho enquanto corre para tentar alcançar um fugitivo.
Yagami pode trabalhar em vários casos secundários além da história principal, similar às "subtramas" dos outros jogos Yakuza. Ele pode participar destas olhando a seu quadro de avisos em seu escritório, pedindo por elas no Escritório de Advocacia Genda ou no Bar Tender, ou andando pelas ruas de Kamurocho. Alguns encontros ativam um nível de amizade que pode evoluir durante o jogo através da interação com um personagem. Alguns desses encontros envolvem completar missões secundárias, enquanto outros cenários são inspirados em jogos de simulação de romance. Como em outros títulos Yakuza, o jogador pode encontrar diversos minijogos e atividades secundárias por Kamurocho, incluindo corrida de drones, um jogo de tabuleiro em realidade virtual e versões completamente jogáveis de Space Harrier, Fantasy Zone, Fighting Vipers, Motor Raid, Virtua Fighter 5: Final Showdown e Puyo Puyo.

## Lançamento

O novo modelo do personagem Hamura (na esquerda) e o modelo de Pierre Taki antes de sua remoção

Judgment foi anunciado sob o título japonês de Judge Eyes em 10 de setembro de 2018, pouco antes da Tokyo Game Show de 2018. O anúncio foi feito para vender o jogo durante as festas de fim de ano do Japão; sua produção havia sido completada e a equipe de desenvolvimento estava no processo de remover os bugs. A Sega agendou seu lançamento no Japão para dezembro de 2018, com um lançamento ocidental planejado para 2019. O primeiro capítulo do jogo foi lançado como uma versão demo em 29 de novembro de 2018 através da PlayStation Network japonesa.
O jogo foi lançado no Japão em 13 de dezembro de 2018. Suas vendas foram interrompidas em 13 de março de 2019 depois que Pierre Taki, o ator cujas voz e aparência foram usadas para o personagem Kyohei Hamura, foi preso por posse e uso de cocaína por oficiais do Departamento de Controle de Narcóticos (DCN) do Ministério da Saúde, Trabalho e Bem-Estar do Japão. A Sega não comentou sobre se a prisão de Taki afetaria o lançamento ocidental de Judgment. Segundo o DCN, Taki estava sob investigação desde 2018 depois de denúncias sigilosas.
Depois da prisão de Taki, o produtor no Ryu Ga Gotoku Studio Daisuke Sato anunciou que não toleraria que tal fato interrompesse o sucesso do jogo ou permitisse que a contribuição do ator para o jogo fosse excluída. O presidente da CyberConnect2 Hiroshi Matsuyama criticou as empresas que pararam de vender seus produtos por causa da prisão de uma pessoa conectada a seus trabalhos. A Sega mais tarde disse que a voz e aparência de Taki seriam substituídas, mas o lançamento planejado do jogo no ocidente em 25 de junho de 2019 não seria alterado. A nova aparência do personagem não foi baseada em nenhum ator. Um novo lançamento no Japão foi realizado em 18 de julho de 2019, com Miō Tanaka substituindo Taki no papel de Kyohei Hamura.
Uma versão remasterizada do jogo foi lançada para PlayStation 5, Google Stadia e Xbox Series X e Series S em 23 de abril de 2021. Ela inclui carregamentos mais rápidos, uma taxa de 60 quadros por segundo, bem como todo o conteúdo para download da versão para PlayStation 4.

## Recepção

### Resposta crítica
Judgment recebeu "críticas geralmente favoráveis" de acordo com o agregador de críticas Metacritic, com uma nota média agregada de 80/100 para PlayStation 4 e 82/100 e 85/100 para sua remasterização para PlayStation 5 e Xbox Series X e Series S, respectivamente. Graças à popularidade de Kimura em Judgment, fãs japoneses apelidaram o jogo de Kimutaku ga Gotoku (キムタクが如く, lit. "Como Kimutaku"), sendo "Kimutaku" uma versão encurtada de Takuya Kimura e "ga Gotoku" uma referência ao título original em japonês da série Yakuza, Ryu ga Gotoku (龍が如く, lit. "Como um Dragão").
Apesar de sua jogabilidade ter sido elogiada, críticos tiveram opiniões mistas sobre seus elementos de investigação de casos. A HobbyConsolas elogiou o jogo por depender em vários tipos de jogabilidade, garantindo mais variedade. De acordo com Colm Ahern da VideoGamer, jogadores atraídos à série Yakuza também gostariam de Judgment por suas similaridades. Ele notou que o sistema de batalha era superior ao de Yakuza 6: The Song of Life e satisfaria os fãs, enquanto as variadas missões secundárias ofereceriam muito mais tempo de jogo. Apesar de Jeff Cork da Game Informer ter gostado da ação, ele achou as missões de perseguição furtiva frustrantes e criticou as áreas de investigação por penalizarem os jogadores que falham nelas. Caty McCarthy da USgamer disse que as missões de perseguição furtiva podem se arrastar, mas que as novas missões de caça eram mais divertidas. Chris Carter da Destructoid concordou com a ideia de que as cenas de ação não eram difíceis. Tristan Ogilvie da IGN elogiou o sistema de combate do jogo e o conteúdo secundário diversificado, mas criticou as mecânicas rasas de investigação, dizendo que "há um espaço surpreendentemente pequeno para tomar suas próprias decisões." Edmond Tran da GameSpot descreveu as seções de perseguição furtiva e de caça do jogo como "chatas, lentas e árduas" e chamou as seções de investigação de "incrivelmente diretas". Mesmo assim, ele gostou do combate corpo-a-corpo pelas opções que ele dá ao jogador. Os escritor Bradley Russell da GamesRadar+ criticou a jogabilidade central como "pecando em sua execução" e dependendo demais em combate ao invés de investigação. Por outro lado, a Hardcore Gamer gostou do equilíbrio entre os diferentes estilos de jogabilidade. A RPGamer também elogiou os elementos de ação mas sentiu que os desenvolvedores precisavam consertar as seções de detetive.
Vários críticos da Giant Bomb listaram Judgment como um de seus jogos favoritos de 2019, com Chris Tilton listando-o como seu favorito. A USgamer o incluiu em sua lista dos vinte melhores jogos de 2019. A Push Square listou Judgment como o terceiro melhor jogo da série Yakuza baseado em sua acessibilidade em termos de narrativa e complexidade de sua jogabilidade.

#### Remasterização

Uma comparação entre a versão do jogo para PlayStation 5 (na esquerda) e a original

A versão remasterizada do jogo atraiu uma resposta geralmente positiva, de acordo com o Metacritic. Tanto David Martínez da HobbyConsolas quanto Stan Yeung da Gaming Age acharam a taxa de quadros estável mesmo com uma grande quantidade de inimigos na tela, enquanto os visuais permaneceram polidos. A GameSpew sentiu que os tempos de carregamento melhoraram substancialmente, aprimorando o ritmo do jogo. Zachery Cuevas da Windows Central afirmou que, graças à taxa de quadros superior, Yagami se move mais rapidamente em comparação aos protagonistas de Yakuza anteriores. O redator adicionou que a melhora gráfica pode incomodar fãs por causa da nova iluminação, que muda as cores para tornar os personagens mais realistas. A CGMagazine notou que o Judgment original sofria para manter 30 quadros por segundo, principalmente durante o combate, dando à remasterização a vantagem de lutas mais aceleradas. A RPGFan relogiou o novo estilo visual da remasterização, dizendo que as mudanças à iluminação "deram a Kamurocho uma aparência mais azulada e fria, se encaixando melhor ao sentimento noir do jogo.

### Prêmios
| Ano  | Premiação                            | Categoria                                                | Resultado | Ref.   |
| ---- | ------------------------------------ | -------------------------------------------------------- | --------- | ------ |
| 2019 | PSLS Game of the Year Awards         | Melhor Jogo de Aventura                                  | Venceu    | [ 62 ] |
| 2019 | RPG Gamer Awards                     | Melhor Dublagem                                          | Venceu    | [ 63 ] |
| 2019 | DualShockers Game of the Year Awards | Melhor Jogo para PlayStation 4                           | Venceu    | [ 64 ] |
| 2019 | DualShockers Game of the Year Awards | Melhor Narrativa                                         | Venceu    | [ 64 ] |
| 2019 | DualShockers Game of the Year Awards | Melhor Mundo Aberto                                      | Venceu    | [ 64 ] |
| 2019 | DualShockers Game of the Year Awards | Jogo do Ano                                              | Venceu    | [ 64 ] |
| 2019 | Famitsu Awards                       | Prêmio por Excelência                                    | Venceu    | [ 65 ] |
| 2019 | Japan Game Awards                    | Prêmio por Excelência                                    | Venceu    | [ 66 ] |
| 2019 | Golden Joystick Awards               | Jogo do Ano para PlayStation                             | Indicado  | [ 67 ] |
| 2020 | NAVGTR Awards                        | Trilha Original, Franquia                                | Indicado  | [ 68 ] |
| 2020 | NAVGTR Awards                        | Performance em Drama, Protagonista (Takuya Kimura)       | Indicado  | [ 68 ] |
| 2020 | NAVGTR Awards                        | Performance em Drama, Secundário (Pierre Taki)           | Indicado  | [ 68 ] |
| 2020 | NAVGTR Awards                        | Canção, Original ou Adaptada ("Arpeggio" por Alexandros) | Indicado  | [ 68 ] |

### Vendas
As vendas importadas de Judgment aumentaram no Japão quando o jogo foi retirado do mercado japonês; cerca de 97% de seu estoque foi vendido e ele alcançou o número três nas classificações de vendas da Amazon. Toshihiro Nagoshi afirmou que apesar de o interesse repentino pelo jogo ter sido infelizmente derivado da controvérsia, ele estava "feliz de qualquer forma". Kazuki Hosokawa considerou uma versão para a Steam possível em abril de 2019 mas não tinha certeza, já que a equipe ainda estava trabalhando em versões dos outros jogos Yakuza. Em 2019, Nagoshi disse que apesar de a Sega afirmar que já estavam trabalhando em uma sequência, isso era apenas um rumor. De acordo com o Media Create, o jogo teve uma forte primeira semana de vendas com 148.246 unidades físicas vendidas. Ele vendeu 317.000 cópias físicas até 2020. Judgment foi o lançamento de maio sucesso para uma nova propriedade intelectual na oitava geração de consoles no país, apesar de esse recorde ser mais tarde quebrado por Death Stranding. O produtor Daisuke Sato disse que as vendas ocidentais de Judgment superaram as expectativas. Em sua semana de lançamento, a versão do jogo para PlayStation 5 vendeu 5.539 unidades físicas no Japão, enquanto a versão original vendeu 3.192 cópias. A remasterização alcançou 14.479 cópias físicas para PlayStation 5 enquanto a original alcançou 24.271. Em junho de 2021, a Sega anunciou que a quantidade total de vendas havia alcançado a marca de um milhão.

## Legado
Apesar de o produtor Kazuki Hosokawa dizer em abril de 2019 que o estúdio estava planejando uma versão do jogo para computadores para apelar a uma maior audiência, isso foi mais tarde desmentido.
Rumores de uma sequência foram relatados em março de 2021, indicando um retorno de Yagami e Kaito. Em abril, a página oficial divulgou que um anúncio relacionado a Judgment seria feito em 7 de maio, intitulado "Judgment Day". A conta oficial do jogo no Twitter também revelou novas imagens de Yagami, sugerindo uma sequência. Em 6 de maio de 2021, um dia antes do "Judgment Day", a sequência Lost Judgment foi vazada pela PlayStation Network no Japão. Seu lançamento foi planejado para 21 de setembro de 2021.